# Harry Hay
Pour les articles homonymes, voir Harry Hay (natation) et Hay.
Henry « Harry » Hay, Jr. (7 avril 1912 – 24 octobre 2002) est un leader américain marxiste et défenseur des droits des homosexuels. Il est le fondateur des Radical Faeries et un militant de la North American Man/Boy Love Association (NAMBLA), groupe de défense et de promotion des pédophiles. 

## Sources
- Jonathan Katz,« The Founding of the Mattachine Society: An Interview with Henry Hay », Radical America, vol. 11, no. 4 (July-Aug. 1977), p. 27–40.